# Kepler-9
Kepler-9 là một ngôi sao giống như Mặt Trời trong chòm sao Thiên Cầm. Hệ hành tinh của nó, được phát hiện bởi tàu vũ trụ Kepler vào năm 2010 là lần đầu tiên được phát hiện bằng phương pháp quá cảnh thiên thể được tìm thấy có chứa nhiều hành tinh.

## Danh pháp và lịch sử
Kepler-9 được đặt tên cho Sứ mệnh Kepler, một dự án do NASA đứng đầu, được thiết kế để tìm kiếm các hành tinh giống Trái đất. Không giống như các ngôi sao như Aldebaran hay Sirius, Kepler-9 không có tên thông tục.
Vào tháng 6 năm 2010, khoảng 43 ngày sau khi Kepler hoạt động, các nhà khoa học đang điều hành đã gửi một danh sách hơn 700 ứng cử viên ngoại hành tinh để xem xét. Trong số đó, năm hệ hành tinh ban đầu bị hoài nghi có chứa nhiều hơn một hành tinh. Kepler-9 là một trong những hệ đa hành tinh; nó được xác định như vậy khi các nhà khoa học nhận thấy sự thay đổi đáng kể trong các khoảng thời gian mà Kepler-9 đã dịch chuyển. Kepler-9 nắm giữ hệ đa hành tinh đầu tiên được phát hiện bằng phương pháp quá cảnh thiên thể. Đây cũng là hệ hành tinh đầu tiên có các hành tinh quá cảnh đã được xác nhận thông qua phương pháp biến đổi thời gian quá cảnh, cho phép tính toán khối lượng của các hành tinh. Việc phát hiện ra các hành tinh được công bố vào ngày 26 tháng 8 năm 2010 

## Đặc điểm
Kepler-9 nằm trong chòm sao Thiên Cầm, nằm cách Trái Đất khoảng 620 parsec. Với khối lượng 1,07 khối lượng Mặt Trời và bán kính 1,02 bán kính Mặt Trời, Kepler-9 chính xác hầu như cùng bằng kích thước và chiều rộng của Mặt Trời, chỉ lớn hơn 7% và rộng hơn 2%. Kepler-9 có nhiệt độ hiệu dụng là 5777 (± 61) K, so với Mặt Trời ở 5778 K, và chứa nhiều chất giàu kim loại (liên quan đến sắt) hơn Mặt Trời khoảng 32%. Kepler-9 non trẻ hơn Mặt Trời và được ước tính tuổi của nó là một tỷ năm tuổi.

## Hệ hành tinh

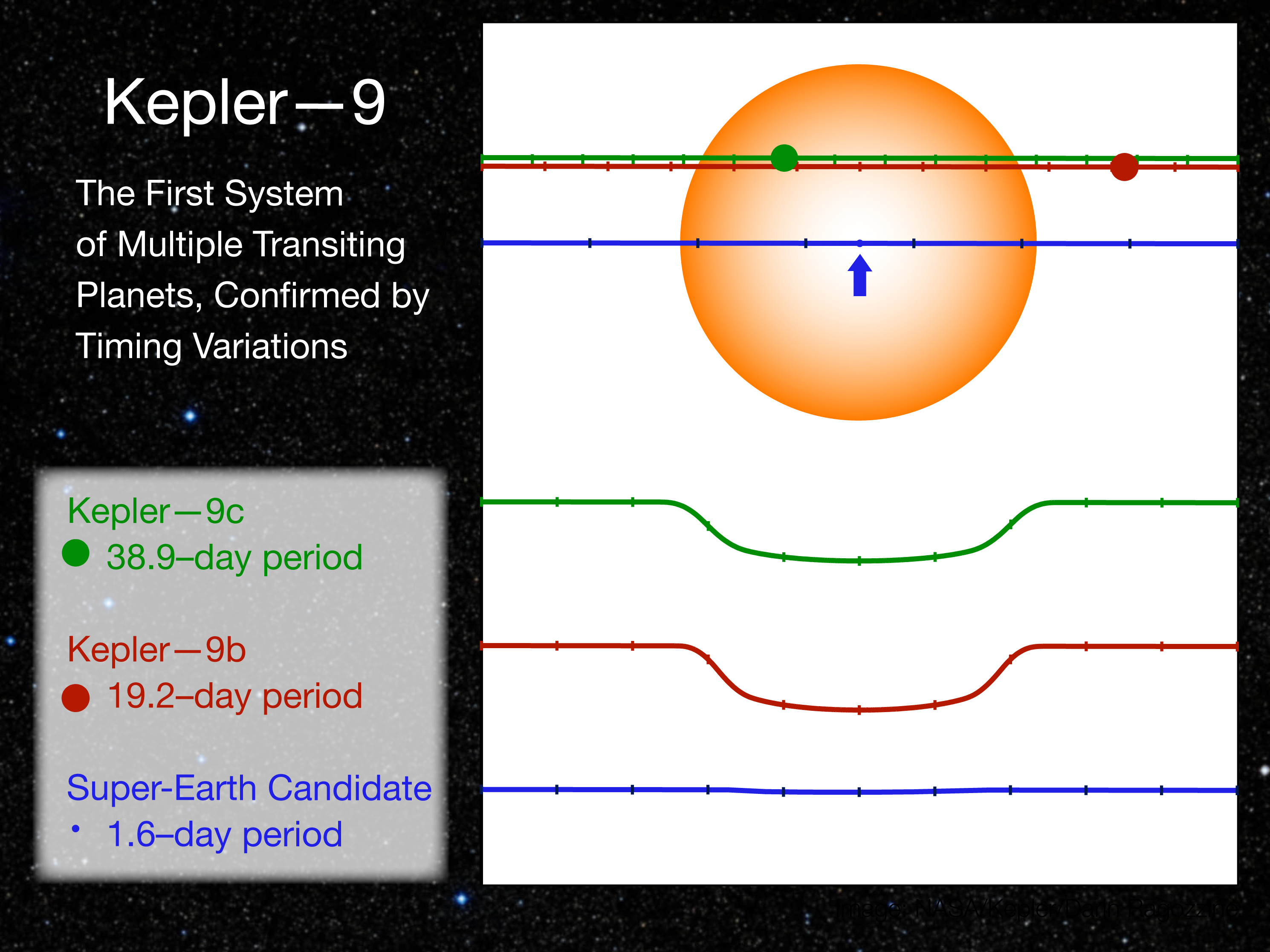
Đường cong ánh sáng của các hành tinh quá cảnh của Kepler-9.

Có ba hành tinh được xác nhận, tất cả đều trên quỹ đạo trực tiếp. Hai hành tinh bên ngoài, Kepler-9b (bên trong) và Kepler-9c (bên ngoài), là những người khổng lồ khí mật độ thấp, tương ứng 25% và 17% khối lượng của Sao Mộc và khoảng 80% bán kính của Sao Mộc. Cả hai hành tinh đều có mật độ nhỏ hơn nước, tương tự Sao Thổ. Hành tinh trong cùng, Kepler-9d, là một siêu Trái Đất có bán kính gấp 1,64 lần bán kính Trái Đất, quay quanh ngôi sao cứ sau 1,6 ngày. Người ta ước tính rằng có 0,59% khả năng những khám phá là sai.
Từ Kepler-9d (gần sao chủ nhất) đến Kepler-9b (thứ hai tính từ sao chủ), tỷ lệ quỹ đạo của chúng là 1:12. Tuy nhiên, tỷ lệ quỹ đạo của hai hành tinh bên ngoài là 1: 2, một mối quan hệ được gọi là cộng hưởng chuyển động trung bình. Kepler-9b và Kepler-9c là những hành tinh chuyển tiếp đầu tiên được phát hiện trong cấu hình quỹ đạo như vậy. Sự cộng hưởng làm cho tốc độ quỹ đạo của mỗi hành tinh thay đổi, và do đó khiến thời gian vận chuyển của hai hành tinh dao động. Thời gian của Kepler-9b đang tăng 4 phút trên mỗi quỹ đạo, trong khi thời gian của Kepler-9c đang giảm 39 phút trên mỗi quỹ đạo. Những thay đổi quỹ đạo này cho phép ước tính khối lượng của các hành tinh (một thông số không thể đạt được thông qua phương thức vận chuyển) bằng mô hình động. Các ước tính khối lượng được cải tiến thêm bằng các phép đo vận tốc hướng tâm thu được bằng thiết bị HIRES của kính viễn vọng Keck 1.
Kepler-9b và 9c được cho là đã hình thành vượt ra khỏi "đường băng giá". Sau đó, chúng được cho là đã di chuyển vào bên trong do tương tác với phần còn lại của đĩa tiền hành tinh. Họ đã bị bắt vào cộng hưởng quỹ đạo trong quá trình di chuyển này.
| Thiên thể đồng hành (thứ tự từ ngôi sao ra) | Khối lượng       | Bán trục lớn (AU) | Chu kỳ quỹ đạo (ngày) | Độ lệch tâm | Độ nghiêng | Bán kính         |
| ------------------------------------------- | ---------------- | ----------------- | --------------------- | ----------- | ---------- | ---------------- |
| d                                           | —                | 0.027             | 1.59                  | 0           | —          | 1.60 R🜨          |
| b                                           | 0.252 ± 0.013 MJ | 0.140 ± 0.001     | 19.24                 | 0           | —          | 0.842 ± 0.069 RJ |
| c                                           | 0.171 ± 0.013 MJ | 0.225 ± 0.001     | 38.91                 | 0           | —          | 0.823 ± 0.067 RJ |